# Draba yunnanenesis
Draba yunnanenesis är en korsblommig växtart som beskrevs av Adrien René Franchet. Draba yunnanenesis ingår i släktet drabor, och familjen korsblommiga växter. Inga underarter finns listade i Catalogue of Life.